# Джулія («1984»)
Джулія (англ. Julia) — персонаж роману Джорджа Орвелла «1984», дівчина закохана в головного героя — Вінстона Сміта. Їй 26 років, у неї коротке чорне волосся, ластовиння на обличчі, тонка талія, що обперезана поясом Молодіжної антистатевої спілки. Майстерно вдає палку прихильницю партії, при цьому постійно порушує партійні закони.

## Біографія
В романі немає особливих згадок про походження Джулії та її минуле. Відомо, що їй 26 років, відповідно, вона народилася близько 1957 року. Також відомо, що антипартійні погляди прищепив дівчині її дідусь, який зник, коли Джулії було лише 8 років. Як і Вінстон, Джулія є членкинею Зовнішньої партії. Працює в міністерстві правди, у відділі літератури механіком.

## Стосунки з Вінстоном Смітом
Джулія з першого погляду помічає, що Вінстон вірний партії тільки на словах. Це приваблює її і вона закохується у Вінстона, хоча спочатку не дає йому про це знати. Пізніше вона зізнається Вінстонові в своїх почуттях і між ними встановлюється любовний зв'язок. Джулія і Вінстон розуміють, що їхні стосунки рано чи пізно перервуться. Щоб не потрапити до рук поліції думок, вони хочуть покінчити самогубством, але весь час відтягують цей крок. Після арешту і тортур у міністерстві любові їхні відносини перериваються — Джулія і Вінстон зрікаються одне одного.

## Цікаві факти
В оригінальному романі прізвище Джулії не вказане. У телевізійному фільмі «1984», знятому в 1954 році BBC, вона має прізвище Діксон (англ. Dixon). У романі «1985» — сиквелі «1984», написаному угорським автором Дьєрдем Далошем, Джулія носить прізвище Міллер (англ. Miller).

## Кіновтілення
- Джан Стерлінг — «1984» (1956)
- Сюзанна Гамільтон[ru] — «1984» (1984)